# 1946 na televisão

## Nascimentos
| Data            | Nome                    | Profissão                                                 | Nacionalidade  | Observações | Ref   |
| --------------- | ----------------------- | --------------------------------------------------------- | -------------- | ----------- | ----- |
| 5 de fevereiro  | Charlotte Rampling      | atriz                                                     | Inglaterra     |             |       |
| 27 de fevereiro | Rosa Marya Colin        | atriz e cantora                                           | Brasil         |             |       |
| 4 de fevereiro  | Esther Góes             | atriz                                                     | Brasil         |             |       |
| 9 de maio       | Candice Bergen          | atriz                                                     | Estados Unidos |             |       |
| 1 de junho      | Brian Cox               | ator                                                      | Escócia        |             |       |
| 14 de junho     | Donald Trump            | empresário e apresentador                                 | Estados Unidos |             |       |
| 3 de julho      | Carlos Alberto Riccelli | ator e diretor                                            | Brasil         |             |       |
| 6 de julho      | Sylvester Stallone      | ator, produtor e roteirista                               | Estados Unidos |             |       |
| 20 de agosto    | José Wilker             | ator, diretor, narrador, apresentador e crítico de cinema | Brasil         | m. 2014     | [ 1 ] |
| 15 de setembro  | Tommy Lee Jones         | ator                                                      | Estados Unidos |             |       |
| 2 de novembro   | Marieta Severo          | atriz                                                     | Brasil         |             |       |

## Mortes
| Data | Nome | Profissão | Nacionalidade | Observações | Ref |
| ---- | ---- | --------- | ------------- | ----------- | --- |